# سباق باريس روبيه 2016
سباق باريس روبيه 2016 (بالفرنسية: Paris-Roubaix 2016 )‏ هو سباق دراجات هوائية، وهو الموسم رقم 114 من نفس السباق، وأقيم في 10 أبريل 2016، وامتدّ لمسافة 257.5 كيلومتر، وهو أحد سباقات طواف العالم للدراجات 2016، وهو من نوع سباق يوم واحد، وقد شارك في السباق 198 متسابقاً ووصل إلى نهايته 119 متسابقاً.
فاز فيه بالمركز الأول ماثيو هيمان، وبالمركز الثاني توم بونن، وبالمركز الثالث إيان ستانارد.

## الفرق
| فرق عالمية (18)- AG2R La Mondiale - أستانا - بي إم سي راسينغ - Cannondale - Dimension Data - Etixx-Quick Step - FDJ - Giant-Alpecin - IAM Cycling - Katusha - Lampre-Merida - Lotto NL-Jumbo - Lotto-Soudal - موفيستار - Orica-GreenEDGE - Sky - Tinkoff - Trek-Segafredo فرق قارية محترفة (7)- Bora-Argon 18 - Cofidis, Solutions Crédits - ديلكو ‏ - Direct Énergie - Fortuneo-Vital Concept - سبورت فلاندرين بالويس 2016 ‏ - Wanty-Groupe Gobert |  |
| |  |

## الفائزون
| الترتيب | الفائز       |
| ------- | ------------ |
| الفائز  | ماثيو هيمان  |
| الثاني  | توم بونن     |
| الثالث  | إيان ستانارد |

## وصلات خارجية
- الموقع الرسمي
- سباق باريس روبيه 2016 على موقع إحصائيات الدراجات الإحترافية (الإنجليزية)